# Jaan Kärner
Jaan Kärner (* 27. Mai 1891 im Dorf Käo, damals Gemeinde Kirepi, heute Landgemeinde Rõngu, Kreis Tartu; † 3. April 1958 in Tartu) war ein estnischer Schriftsteller.

## Leben
Jaan Kärner wurde als Sohn eines Landwirts geboren. Er besuchte von 1901 bis 1906 die Ministerialschule in Uderna (heute Landgemeinde Rõngu). Seit 1906 war er literarisch tätig. Ab 1910 arbeitete Kärner in verschiedenen Zeitschriftenredaktionen in Tallinn. 1911/12 und 1914 studierte er an der Städtischen Volksuniversität „A. L. Schanjawski“ in Moskau. Ab 1917 war Kärner auch politisch aktiv und 1919 Chefredakteur der Gewerkschaftszeitung Töö hääl (deutsch Stimme der Arbeit).
1921 ließ sich Kärner in Elva nieder. Von 1927 bis 1929 arbeitete er als Chefredakteur bei der Zeitschrift Looming, 1936–1938 bei der Zeitschrift Tänapäev und 1940/41 im Verlag Ilukirjandus ja Kunst. Seit Anfang der 1920er Jahre betätigte er sich als freischaffender Schriftsteller. Während der deutschen Besetzung Estlands (1941–44) lebte Kärner in der Sowjetunion. Mit der sowjetischen Besetzung Estlands kehrte er in seine Heimat zurück und schloss sich den kommunistischen Machthabern an. Er war anschließend als Redakteur bei verschiedenen Zeitungen und Zeitschriften sowie im Verlagswesen tätig. Mitte der 1940er Jahre fiel Kärner in geistige Umnachtung und starb 1958 in Tartu.

## Werk
Jaan Kärner hat sich vor allem als Lyriker einen Namen gemacht und ist besonders für seine Naturlyrik bekannt. Zahlreiche seiner Gedichte wurden von estnischen Komponisten für Chormusik vertont. Daneben schrieb Kärner zahlreiche Romane, Theaterstücke, Literaturkritiken sowie wissenschaftliche Literatur- und Geschichtsabhandlungen. Er übersetzte Werke aus dem Deutschen und Russischen, unter anderem 1934 eine Übertragung der Gedichte von Heinrich Heine ins Estnische.

## Werke (Auswahl)

### Gedichtsammlungen
- „Aja laulud“ (1921)
- „Lõikuskuu“ (1925)
- „Õitsev sügis“ (1926)
- „Inimene ristteel“ (1932)
- „Sõna-sütega“ (1936)
- „Käidud teedelt“ (1939)
- „Kodumaa käsk“ (1942)
- „Viha, ainult viha“ (1944)

### Versroman
- „Bianka ja Ruth“ (1923)

### Romane
- „Naine vaesest maailmast“ (1930)
- „Soodoma kroonika“ (1934)
- „Tõusev rahvas“ (2 Bände, 1936/1937)
- „Pidu kestab“ (1938)

### Erinnerungen
- „Kadunud aegade hämarusest“ (1935)
- „Öösiti kumavad linnad“ (1939)

### Wissenschaftliche Abhandlungen
- „Ärkamisaegne Eesti Ühiskond“ (1924)
- „Eesti näitelava 19. aastasajal“ (1923)
- „Estonia kuuskümmend aastat“ (1925)